# Hugh N. Kennedy
Hugh N. Kennedy, MA, PhD (University of Cambridge) (Hythe, 22 ottobre 1947), è un islamista inglese, professore di arabo nella Facoltà di Lingue e Culture della School of Oriental and African Studies di Londra, dopo essere stato docente di Storia islamica nella University of St Andrews di Edimburgo (Scozia).
Tra i suoi specifici campi d'indagine vi è la storia classica del Vicino Oriente islamico, l'archeologia islamica e la Spagna musulmana (al-Andalus). 